# Resolución 203 del Consejo de Seguridad de las Naciones Unidas
La resolución 203 del Consejo de Seguridad de las Naciones Unidas fue aprobada unánimemente el 14 de mayo de 1965 en respuesta a la situación de violencia que vivía la República Dominicana a raíz de la guerra civil de 1965. 
En la resolución se invitó al Secretario General de las Naciones Unidas, a enviar un representante a la República Dominicana a fin de que informase al Consejo sobre la situación en el país caribeño. Dicho representante fue el Sr. José Antonio Mayobre, comisionado el 15 de mayo de 1965. 
También se instó a todas las partes involucradas en el conflicto a trabajar conjunto al enviado del consejo. 